# Weinkäse

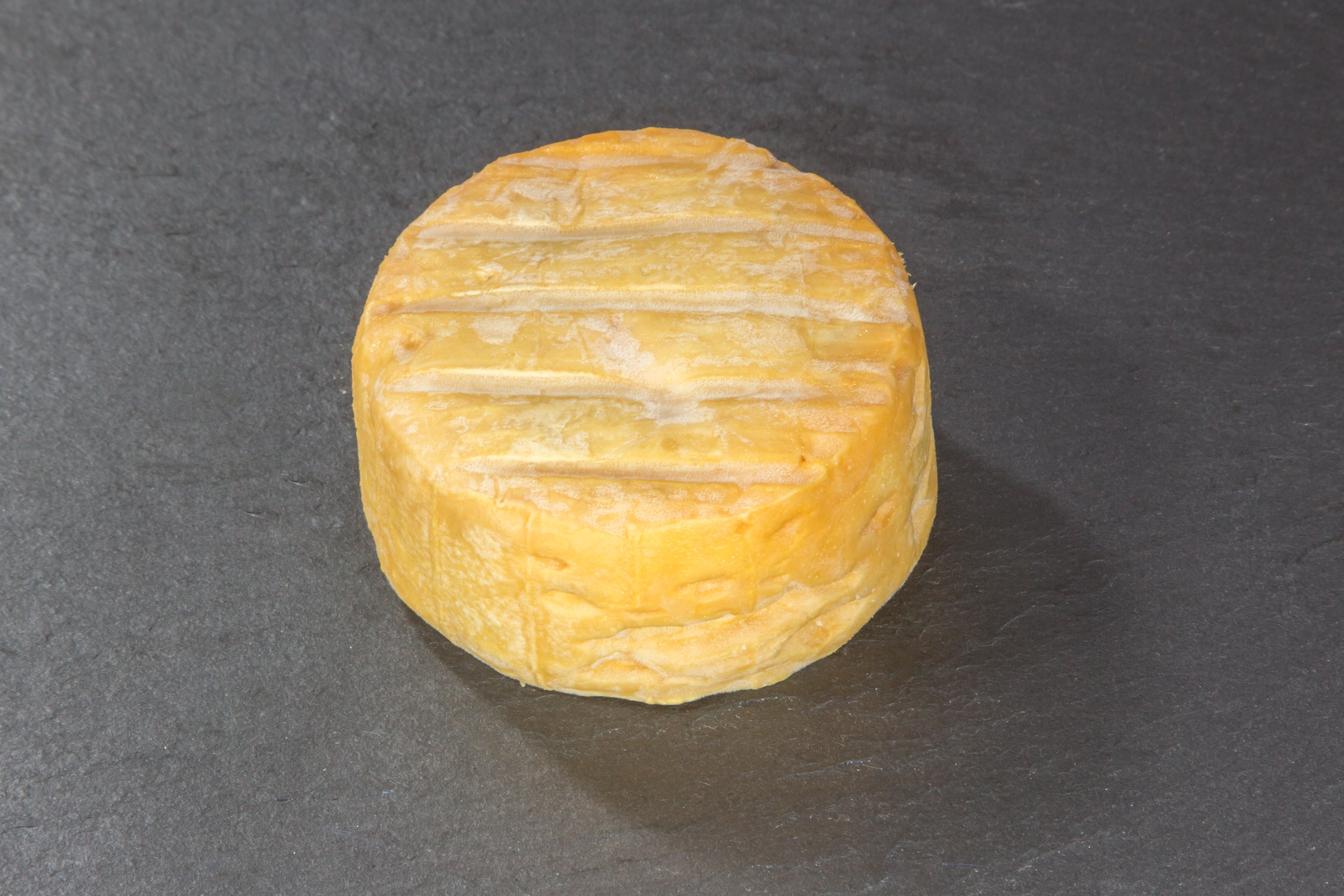
Knirps Weinkäse, ein bayrischer Rotschmiere-Weinkäse

Als Weinkäse werden unterschiedliche Weich- und Schnittkäse bezeichnet. Sie werden während der Reifung mit Wein eingerieben, was ihnen einen typischen Geschmack und – bei Verwendung von Rotwein – eine dunkel bis fast schwarz gefärbte Rinde verleihen kann. Verbreitet ist Weinkäse vor allem im Alpenraum von Bayern über Österreich bis Südtirol.
Der bayerische Weinkäse ist ein kleiner Weichkäse mit Rotschmiere und einem reif sehr ausgeprägten Geruch und Aroma, das dem des Romadur ähnelt.
Der österreichische Weinkäse, der früher auch als „Steirischer Hauerkäse“ bekannt war, ist ebenfalls ein Weichkäse, jedoch ohne Rotschmiere und daher milder. Er wird traditionell mit Zweigelt-Geläger (Weinhefe) eingerieben. Dadurch erhält er seine typische, fast schwarze Rinde mit einem zarten Milchschimmelanflug. Ähnliche Käse werden auch in Südtirol hergestellt.
Daneben gibt es noch Schnittkäse gleichen Namens, deren Rinde während der Reifung ebenfalls mit Wein behandelt wird.